# Haukelandshallen
Haukelandshallen ligger i bydelen Årstad i Bergen i Norge, ikke langt fra Brann Stadion og Nymarksbanerne, og er Bergens største håndboldarena.
Håndboldholdet Tertnes Idrettslag og basketballholdet Ulriken Eagles spiller sine hjemmekampe der. Hallen har været vært ved flere landskampe i håndbold både for herrer og kvinder.
Den bliver også brugt til andre idrætter som volleyball, kampsport og bueskydning. I tillæg bruges den som gymnastiksal for elever ved Gimle Skole.
I 2005 blev hallen renoveret og fik efterfølgende blandt andet nyt parketgulv.
Hallen var et af spillestederne ved EM i håndbold 2008, som afvikledes i Norge.
60°22′12″N 05°21′16″Ø / 60.37000°N 5.35444°Ø